# Keith Bostic
Keith Bostic (ur. 26 lipca 1959) – amerykański programista, znany z wieloletniego zaangażowania w prace nad systemem BSD w ramach laboratorium CSRG na Uniwersytecie Kalifornijskim w Berkeley oraz w firmie BSDI (Berkeley Software Design Inc.), sprzedającej jego komercyjną wersję jako BSD/OS. Jest jednym z współautorów opublikowanego w 1996 roku 3 wydania podręcznika systemu BSD. 
Bostic znany jest także jako autor nvi, jednego z klonów edytora vi. Założył z żoną firmę Sleepycat Software, produkującej bazę danych Berkeley DB.